# San Carlo Borromeo dei Milanesi
Die San Carlo Borromeo dei Milanesi ist eine Kirche des Barocks in Palermo, sie befindet sich im Kalsa-Viertel der Stadt an der Piazza Rivoluzione.

## Baugeschichte
Im 17. Jahrhundert ließen sich Kaufleute und Handwerker aus Mailand als Nachbarn der genuesischen Ansiedlung außerhalb der Porta San Giorgio nieder. 
Nachdem 1616 eine erste Kirche und 1636 ein Hospital errichtet waren, entschlossen sich die zwei in Palermo wirkenden Mailänder Bruderschaften zum Neubau einer Kirche, der 1648 abgeschlossen war. 
Geplant wurde sie im Sinne der gegenreformatorischen Prinzipien des Trienter Konzils, nach denen zum einen die Kanzel als Ort der Predigt in den akustischen Mittelpunkt der Kirche gestellt werden sollte und zum andern üppige Stuckaturen und Fresken die himmlische Herrlichkeit vergegenwärtigen sollten.
Die Kirche steht unter dem Patrozinium des Mailänder Reformbischofs Karl Borromäus.

## Baubeschreibung

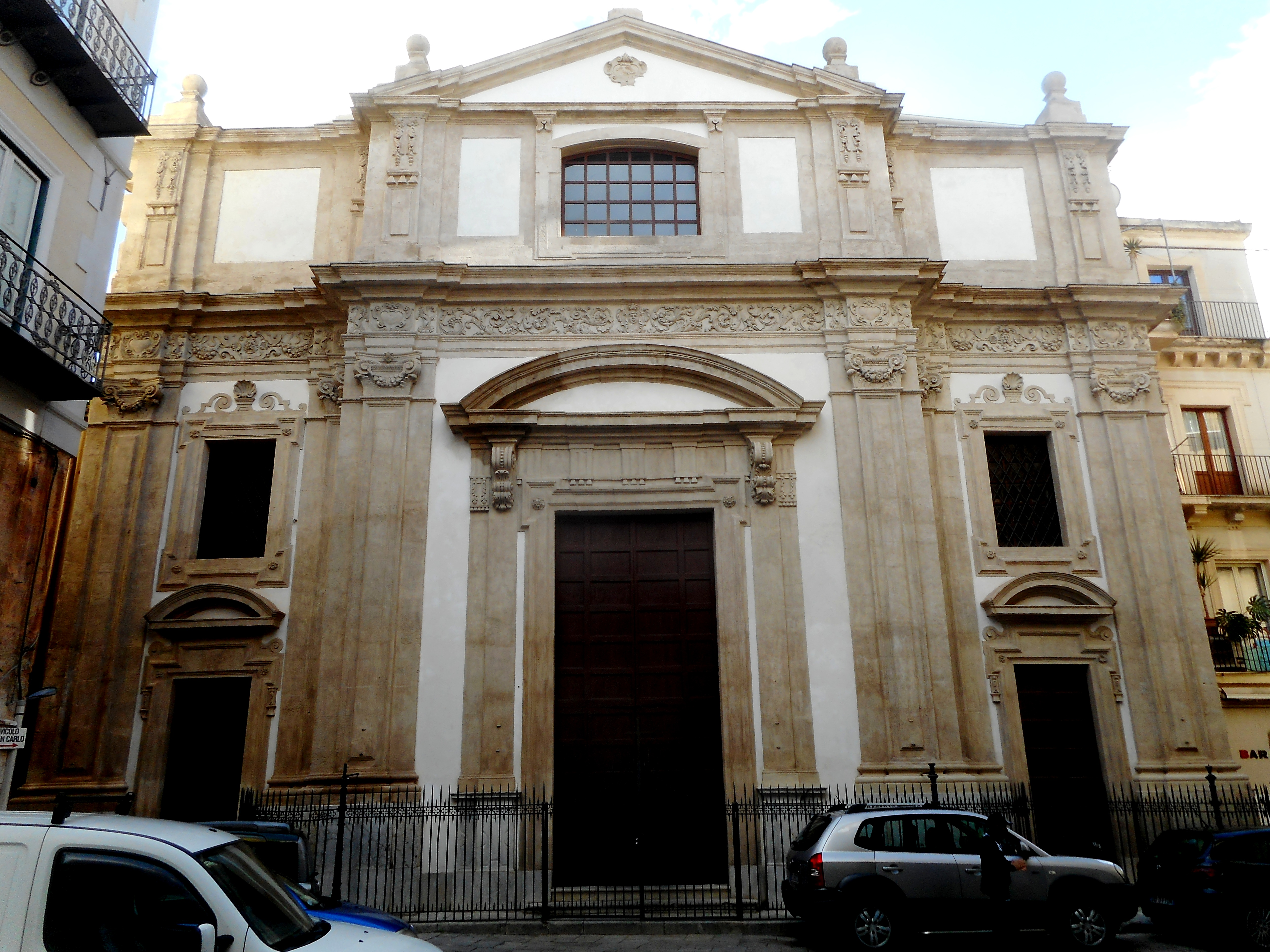
Fassade

### Die Fassade
Die im Stadtteil Kalsa an der Piazza Rivoluzione gelegene Kirche folgt dem Vorbild der San Carlo alle Quattro Fontane in Rom von Francesco Borromini. 
Die dreigeschossige Fassade wird durch einen konkav geschwungenen Mittelrisalit beherrscht, der sich durch Säulenpaare vom Rest den etwas schlichter gehaltenen zweigeschossigen Seiten mit ihren steinernen Balustraden abgrenzt. 
Voluten verbinden die Seiten mit dem dritten Geschoss mit einem auffällig gestalteten Vierpassfenster. Nach oben endet die Fassade über ein Gesims im barocken Giebel.

### Der Kirchenraum
Durch die rechteckige Vorhalle gelangt man in den ovalen Kirchenraum mit einer Größe von 21,84 × 12,22 m. Sie wird von einer ebenfalls ovalen Kuppel überwölbt, die von Gaetano Lazzaro nach der Zerstörung durch das schwere Erdbeben von 1726 erneuert wurde.
Die Wände sind im später 17. Jahrhundert nach einem Entwurf von Paolo und Giacomo Amato durch Pilaster gegliedert und mit farbigem Marmor verkleidet. 
Pietro Martorana schuf 1740 das Kuppelfresko „Apotheose des San Carlo“. 
Nach einem Entwurf von Giovanni Rossi vollendete Domenico Castelli, ein Schüler von Procopio Serpotta 1743 die Stuckdekoration.
Die Cappella di San Carlo bauten 1691 die Architekten Giovan Battista Ferrera und Balthasar Pampillonia. Die Dekoration entwarfen Paolo und Giacomo Amato, für die Umsetzung sorgte der Maler Pietro Aquila. Das für die Kirche 1622 gemalte Tafelbild „San Carlo Borromeo verteilt Almosen“ von Pietro Alvino, dem Sohn von Giuseppe d’Alvino befindet sich heute im Diözesanmuseum von Palermo.